# Loreto Achaerandio Sánchez-Marín
Loreto Achaerandio Sánchez-Marín (Madrid, 13 de setembre de 1991) és una exgimnasta rítmica espanyola que va ser 4a als Jocs Olímpics de Londres 2012 amb el conjunt espanyol. Posseeix a més diverses medalles en proves de la Copa del Món i altres competicions internacionals. Després d'aquests assoliments el conjunt va començar a ser conegut com l'Equipaso. El 2006 va ser també campiona d'Espanya en categoria júnior d'honor.

## Biografia esportiva

### Inicis
Va començar a practicar gimnàstica rítmica als 6 anys en el Col·legi Verge d'Europa. Posteriorment va ingressar en el Club Majadahonda en categoria base para després entrar al Club Gimnàstica Rítmica Mostolés, on va competir a nivell nacional amb 9 anys.

### Etapa en la selecció nacional

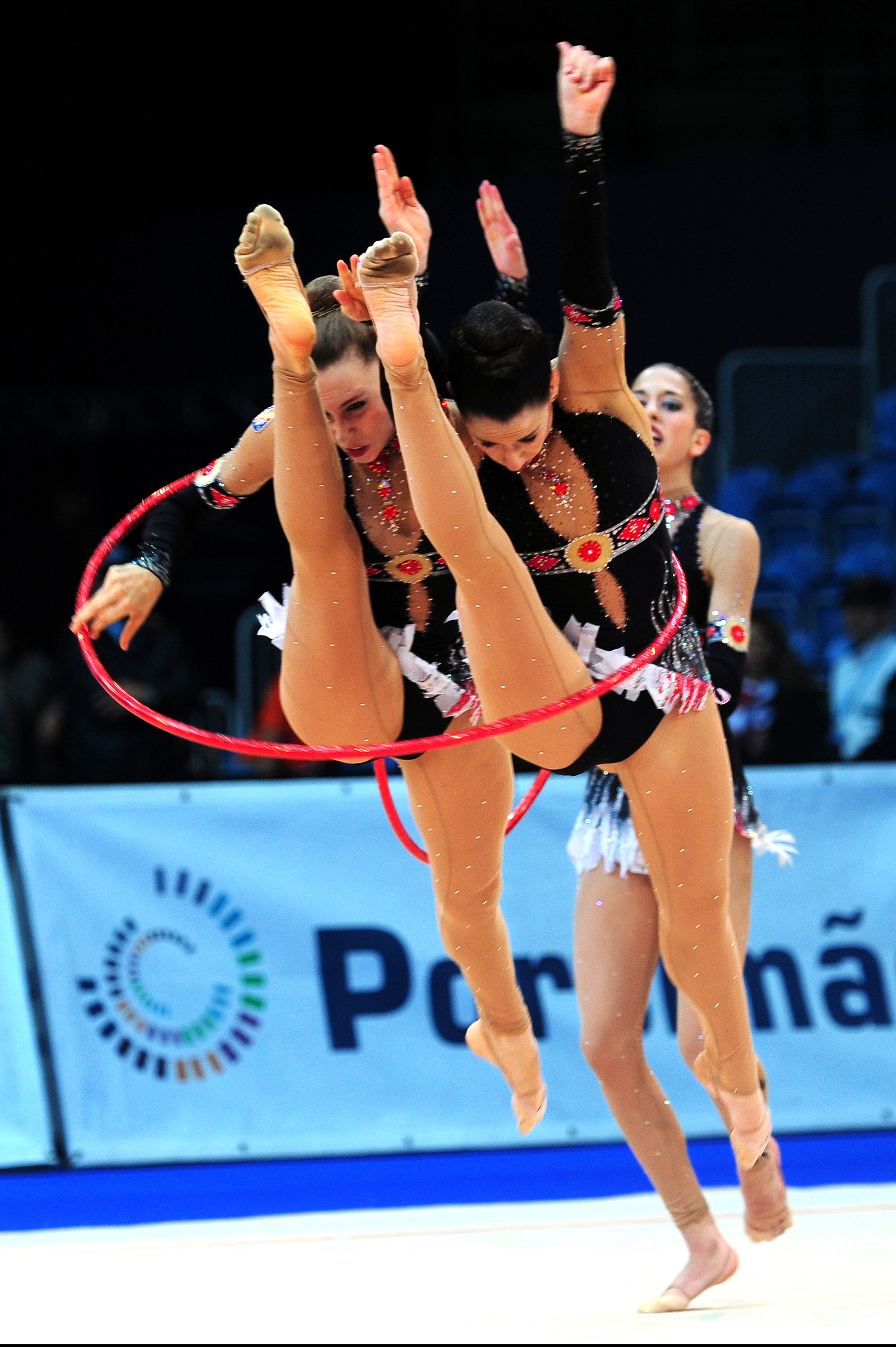
Loreto (saltant, a la dreta) en la Copa del Món de Portimão (2009).

El 2004 és escollida per formar part del conjunt júnior de la selecció espanyola, entrenat per Noelia Fernández i concentrat en el Centre d'Alt Rendiment de Madrid. El 2005, sent part del conjunt júnior va aconseguir la 2a posició en la general i la 3ª en la final de 5 pilotes en el Torneig Internacional de Portimão (el seu debut amb l'equip), la 5a posició en el Torneig Internacional de Nizhni Nóvgorod, i el 4t lloc en el Campionat Europeu de Moscou. La temporada 2006 va passar a formar part de la selecció júnior individual, aconseguint el títol de campiona d'Espanya en la categoria júnior d'honor durant el Campionat d'Espanya celebrat en León. En 2007 va passar a ser gimnasta de la selecció sènior individual. Aquest any va participar en el seu primer Campionat del Món, el Campionat Mundial de Gimnàstica Rítmica de 2007 celebrat en Patras, quedant en el lloc 117º realitzant solament dos exercicis dels quatre, i en el 15è lloc per equips al costat de Almudena Cid, Carolina Rodríguez i Nuria Artigues. En 2008 seguiria formant part de la selecció individual, passant a ser la segona gimnasta de l'equip després de Almudena Cid.

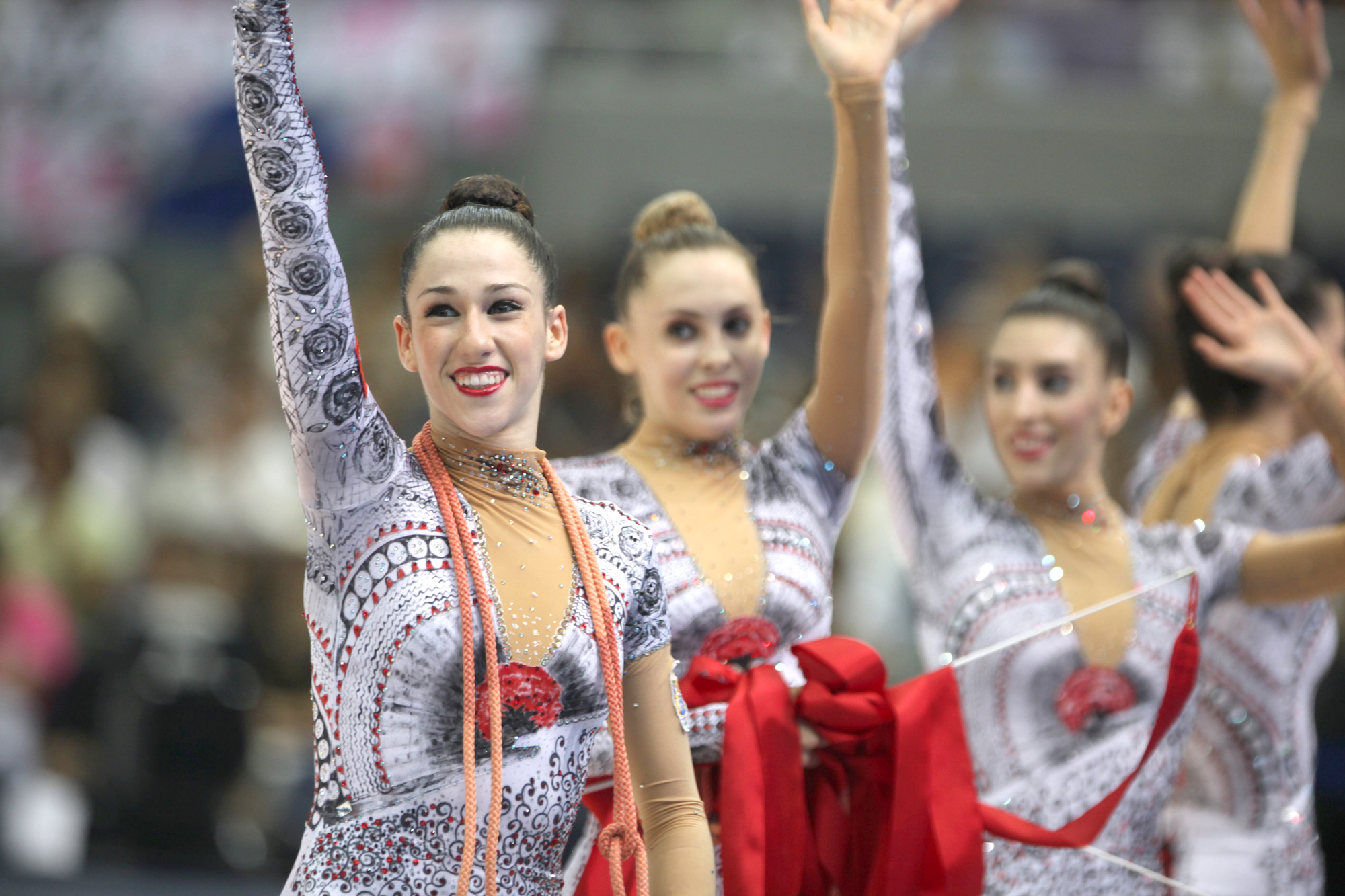
Loreto (esquerra) amb el conjunt en el Campionat Mundial de Mie (2009).

En 2009, per petició pròpia, va passar a formar part del conjunt sènior titular, llavors entrenat des d'octubre per la seleccionadora Efrossina Angelova al costat de Sara Bayón (que després de deixar l'equip al maig de 2009 seria substituïda per Noelia Fernández). Per aquest any el conjunt es va renovar gairebé per complet, romanent, de les gimnastes que havien estat a Pequín 2008, únicament Ana María Pelaz. Algunes gimnastas com Bet Salom van decidir abandonar la selecció a causa de la decisió d'Angelova d'augmentar el nombre d'hores d'entrenaments, la qual cosa els feia incompatibles amb els seus estudis. Aquest any Loreto va ser gimnasta titular en els dos exercicis de la temporada. A l'abril de 2009 el conjunt va aconseguir dues medalles de plata (en el concurs general i en 3 cintes i 2 cordes) en la prova de la Copa del Món celebrada en Portimão (Portugal), a més del 6è lloc en 5 cèrcols. Al setembre, en el Campionat Mundial de Mie, el conjunt va obtenir el 6è lloc tant en el concurs general com en la final de 5 cèrcols, i el 7º en 3 cintes i 2 cordes. El conjunt titular ho van formar aquest any Loreto, Sandra Aguilar, Ana María Pelaz (capitana), Alejandra Quereda i Lídia Redondo, a més de Nuria Artigues i Sara Garvín com a suplents al principi i al final de la temporada respectivament.
El 2010 Loreto tornaria a ser gimnasta titular en els dos exercicis de la temporada. A l'abril va tenir lloc el Campionat Europeu de Bremen, on el combinat espanyol va aconseguir la 5a plaça en el concurs general, la 6ª en 3 cintes i 2 cordes, i la 8ª en 5 cèrcols. Al setembre van disputar el Campionat Mundial de Moscou, obtenint la 15a plaça en el concurs general i la 8ª en la final de 3 cintes i 2 cordes. El conjunt per a aquesta competició ho van integrar Loreto, Sandra Aguilar, Miriam Belando (que no havia estat a Bremen), Elena López, Alejandra Quereda i Lídia Redondo, a més de Yanira Rodríguez com a suplent. Al novembre, Loreto es va operar d'una lesió en el peu esquerre, concretament en el retinácul del tendó perineu, la qual portava arrossegant des d'abans del Mundial.
El gener de 2011 Anna Baranova va tornar com a seleccionadora nacional, amb Sara Bayón com a entrenadora del conjunt al costat de la pròpia Anna. En aquests moments l'equip portava tres mesos de retard respecte als altres, l'interval de temps entre la destitució de Efrossina Angelova (que va interposar una demanda a la Federació per acomiadament improcedent) i la contractació d'Anna Baranova, arribant algunes gimnastas a tornar als seus clubs d'origen durant aquest període, encara que diverses van seguir treballant a nivell corporal i tècnica d'aparell amb Noelia Fernández a l'espera d'una nova seleccionadora. Amb la volta d'Anna i Sara, es van realitzar nous muntatges dels dos exercicis amb l'objectiu de classificar-se en el Mundial d'aquest any pels Jocs Olímpics de Londres 2012. El nou muntatge de 5 pilotes tenia com a música «Xarxa Violin» d'Ikuko Kawai (un tema basat en el adagi del Concert d'Aranjuez), mentre que el de 3 cintes i 2 cèrcols usava Malaguenya de Ernesto Lecuona en les versions de Stanley Black And His Orchestra i de Plácido Domingo. Aquest any Loreto seria titular únicament en l'exercici de 5 pilotes, mentre que en el de 3 cintes i 2 cèrcols sortiria Elena en el seu lloc. Durant aquesta temporada, el conjunt es va aconseguir classificar per a diverses finals en proves de la Copa del Món, a més de fer-se amb les 3 medalles d'or en joc tant en l'US Classics Competition a Orlando com en l'II Meeting en Vitória (Brasil). En el Campionat Mundial de Montpeller (França) no van poder classificar-se directament pels Jocs Olímpics, ja que van obtenir la 12a posició i una plaça pel Preolímpico després de fallar en l'exercici de cintes i cèrcols en fer-se un nus en una cinta després del xoc en l'aire de dos d'elles. A més van aconseguir la 6a plaça en la final de 5 pilotes. Després del Campionat del Món de Montpeller van seguir els seus entrenaments amb l'objectiu de poder classificar-se finalment per als Jocs en la cita preolímpica. En l'I Torneig Internacional Ciutat de Saragossa van aconseguir la medalla de plata després de les russes. El conjunt titular aquest any va estar format per Loreto, Sandra Aguilar, Elena López, Lourdes Mohedano, Alejandra Quereda (capitana) i Lídia Redondo.

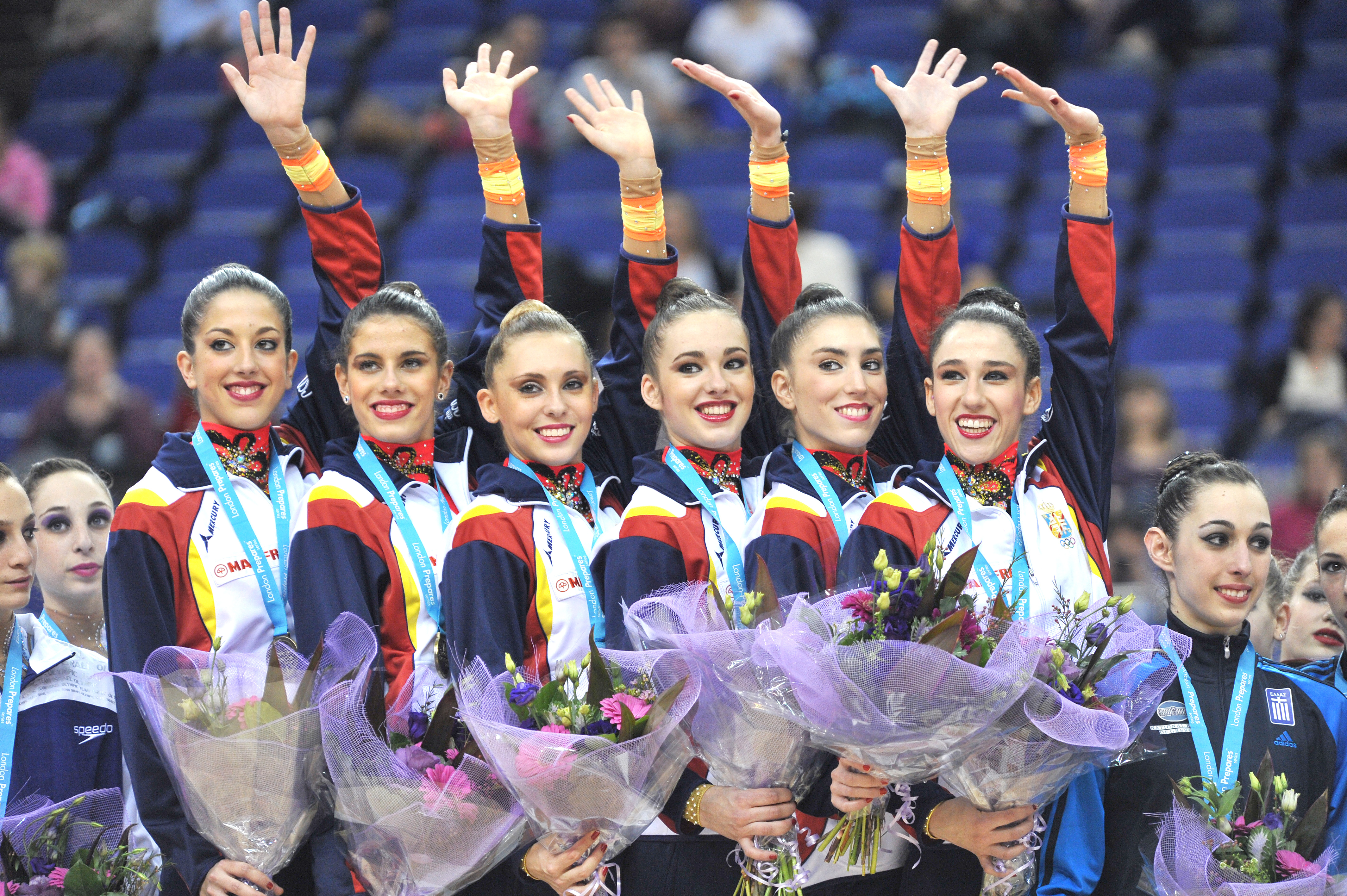
Loreto (primera per la dreta) i la resta de l'equip amb la medalla d'or en el podi del Preolímpico de Londres (2012).

Para 2012, Loreto seguiria sent titular únicament en l'exercici de 5 pilotes. Al gener el conjunt espanyol de gimnàstica rítmica va aconseguir l'or en el torneig Preolímpico de Londres 2012, assegurant la seva participació en els Jocs Olímpics de Londres 2012. Al maig, el conjunt espanyol va obtenir la medalla de bronze en la classificació general de la prova de la Copa del Món celebrada a Sofia (Bulgària) i la medalla d'or en la final de l'exercici mixt de cintes i cèrcols. El juliol de 2012 el conjunt va aconseguir la medalla de bronze en la classificació general de la prova de la Copa del Món celebrada a Minsk.
Posteriorment, Loreto va acudir amb l'equip als Jocs Olímpics de Londres 2012, la seva primera i única experiència olímpica. En la fase de classificació, el conjunt espanyol, compost per Loreto, Sandra Aguilar, Elena López, Lourdes Mohedano, Alejandra Quereda (capitana) i Lídia Redondo, va sumar 54,550 punts (27,150 en 5 pilotes i 27,400 en 3 cintes i 2 cèrcols), la qual cosa els va col·locar cinquenes en la classificació general i les va ficar en la final. En la final olímpica celebrada en el Wembley Sorra, el conjunt espanyol va realitzar un primer exercici de 5 pilotes en el qual van obtenir una puntuació de 27,400 punts, col·locant-se en 5a posició i millorant en 250 centenes pel que fa a la seva puntuació obtinguda el dia de la classificació. En l'exercici de 3 cintes i 2 cèrcols van obtenir una puntuació de 27,550 punts. Espanya va reclamar la nota de dificultat de l'exercici, que va anar de 9,200, encara que la reclamació va ser rebutjada per la Federació Internacional de Gimnàstica (FIG). Després de finalitzar els dos exercicis, Espanya va acumular un total de 54,950 punts, la qual cosa li va servir per acabar la competició en 4a posició i obtenir el diploma olímpic.
Després dels Jocs, el 5 d'octubre, va ser operada per segona vegada de la lesió que portava arrossegant en el peu. El 2013, el conjunt va estrenar els dos nous exercicis per a la temporada: el de 10 maces i el de 3 pilotes i 2 cintes. El primer emprava com a música «A cegues» de Miguel Poveda, i el segon els temes «Still», «Big Palooka» i «Jive and Jump» de The Jive Aces. Les noves components de l'equip aquest any van ser Artemi Gavezou i Marina Fernández (que es retiraria a l'agost de 2013). Durant 2013, Loreto no va participar com a titular en cap competició del conjunt espanyol, per la qual cosa no va estar en el Campionat Mundial de Kíev ni en cap de les proves de la Copa del Món disputades aquest any, encara que sí romandria en la concentració nacional i viatjaria de suplent a algunes competicions com el Grand Prix de Thiais (on el conjunt va ser bronze en la general, plata en la final de 10 maces i 4º en la de 3 pilotes i 2 cintes) o a exhibicions com les de Corbeil, en les quals generalment participaria en un ball de gala al costat de la resta de l'equip. Després de proclamar-se campiones del món al setembre, les gimnastas del conjunt espanyol van realitzar una gira on van participar en diverses exhibicions. Loreto actuaria en un ball de gala al costat de les seves companyes en algunes d'elles, concretament en l'Arnold Classic Europe en Madrid, la Gala Solidària a favor del Projecte Home en Burgos, l'Euskalgym en Bilbao, en Conil de la Frontera, i en Vitòria per a la Gala de Nadal de la Federació Alabesa de Gimnàstica. En aquestes dues últimes va poder també actuar amb el conjunt en l'exercici de 10 maces a causa de l'operació de menisc de Elena López al novembre. A més, van crear un calendari amb l'objectiu de recaptar diners per a pagar les competicions següents.

### Retirada de la gimnàstica
El 24 de març de 2014 es va anunciar la seva retirada al costat de la de Lídia Redondo. Pel que fa a la seva retirada, va manifestar: «L'últim any la gimnàstica no em dió tants beneficis, i […] la carrera de Medicina em cridava cada vegada més […] no em veia aguantant fins als Jocs Olímpics de Riu 2016». En l'actualitat estudia Medicina en la Universitat Complutense de Madrid, carrera que va compaginar amb els seus entrenaments mentre estava en actiu.

## Palmarès esportiu[calcitació]

### Selecció espanyola
| 2005 - Torneig Internacional de Portimão Plata en concurs general Bronze en 5 pilotes - Torneig Internacional de Nizhni Nóvgorod 5è lloc en final (5 pilotes) - Campionat d'Europa de Moscou 4t lloc en qualificació 4t lloc en final (5 pilotes) 2006 - Torneig Internacional de Prato 10è lloc en concurs general - Torneig Internacional júnior annex a la Copa del Món en Portimão 6ª lloc per equips 2007 - Prova de la Copa del Món a Kíev / Deriugina Cup 61è lloc en concurs general - Prova de la Copa del Món en Corbeil 59è lloc en concurs general - Campionat del Món de Patras 15è lloc per equips 117è lloc en concurs general 2008 - Grand Prix de Thiais 16è lloc en concurs general - Grand Prix de Marbella Desconegut 9è lloc en cinta 2009 - Grand Prix de Thiais Plata en concurs general Plata en 5 cèrcols Plata en 3 cintes i 2 cordes - Prova de la Copa del Món en Portimão Plata en concurs general 6è lloc en 5 cèrcols Plata en 3 cintes i 2 cordes - Torneig Premundial de Chieti Plata en 5 cèrcols Plata en 3 cintes i 2 cordes - Prova de la Copa del Món a Minsk 6è lloc en concurs general 4t lloc en 5 cèrcols 4t lloc en 3 cintes i 2 cordes - Campionat del Món de Mie 6è lloc en concurs general 6è lloc en 5 cèrcols 7è lloc en 3 cintes i 2 cordes 2010 - Grand Prix de Thiais Bronze en concurs general 4t lloc en 5 cèrcols Plata en 3 cintes i 2 cordes - Campionat d'Europa de Bremen 5è lloc en concurs general 8è lloc en 5 cèrcols 6è lloc en 3 cintes i 2 cordes - Campionat del Món de Moscou 15è lloc en concurs general 8è lloc en 3 cintes i 2 cordes | 2011 - Prova de la Copa del Món en Portimão 7è lloc en concurs general 7è lloc en 5 pilotes 7è lloc en 3 cintes i 2 cèrcols - US Classics Competition a Orlando Or en concurs general Or en 5 pilotes Or en 3 cintes i 2 cèrcols - II Meeting en Vitória (Brasil) Or en concurs general Or en 5 pilotes Or en 3 cintes i 2 cèrcols - Prova de la Copa del Món en Tel-Aviv 11è lloc en concurs general - Campionat del Món de Montpeller 12è lloc en concurs general 6è lloc en 5 pilotes - Torneig Internacional Ciutat de Saragossa Plata en concurs general 2012 - Torneig Preolímpic de Londres 2012 Or en concurs general - Grand Prix de Thiais 8è lloc en concurs general 4t lloc en 3 cintes i 2 cèrcols - Prova de la Copa del Món en Pesaro 5è lloc en concurs general 8è lloc en 3 cintes i 2 cèrcols - Torneig Internacional de Benidorm Or en concurs general - Prova de la Copa del Món a Sofia Bronze en concurs general 4t lloc en 5 pilotes Or en 3 cintes i 2 cèrcols - Campionat d'Europa de Nizhni Nóvgorod 5è lloc en concurs general 5è lloc en 5 pilotes 7è lloc en 3 cintes i 2 cèrcols - Prova de la Copa del Món a Minsk Bronze en concurs general 4t lloc en 5 pilotes 4t lloc en 3 cintes i 2 cèrcols - Jocs Olímpics de Londres 2012 5è lloc en qualificació 4t lloc en final i diploma olímpic 2013 - Grand Prix de Thiais Bronze en concurs general Plata en 10 maces 4t lloc en 3 pilotes i 2 cintes |

## Premis, reconeixements i distincions
- Premio a l'Esportista Local en la IX Gala de l'Esport de Móstoles (2006)[18]
- Premi a l'esportista femenina més destacada en la Gala de l'Esport de Villaviciosa d'Odón 2010 (2010)[19][20]
- Premio Passaport Olímpic 2011 dels lectors als esportistes més destacats (2012)[21]
- Esment Especial (al costat de la resta del conjunt 4a als Jocs Olímpics) en la Gala Anual de Gimnàstica de la Federació Càntabra de Gimnàstica (2013)[22]
- Lliura d'una medalla i un diploma per l'Ajuntament de Móstoles (2014)

## Galeria

### Final de conjunts en els Jocs Olímpics de Londres 2012

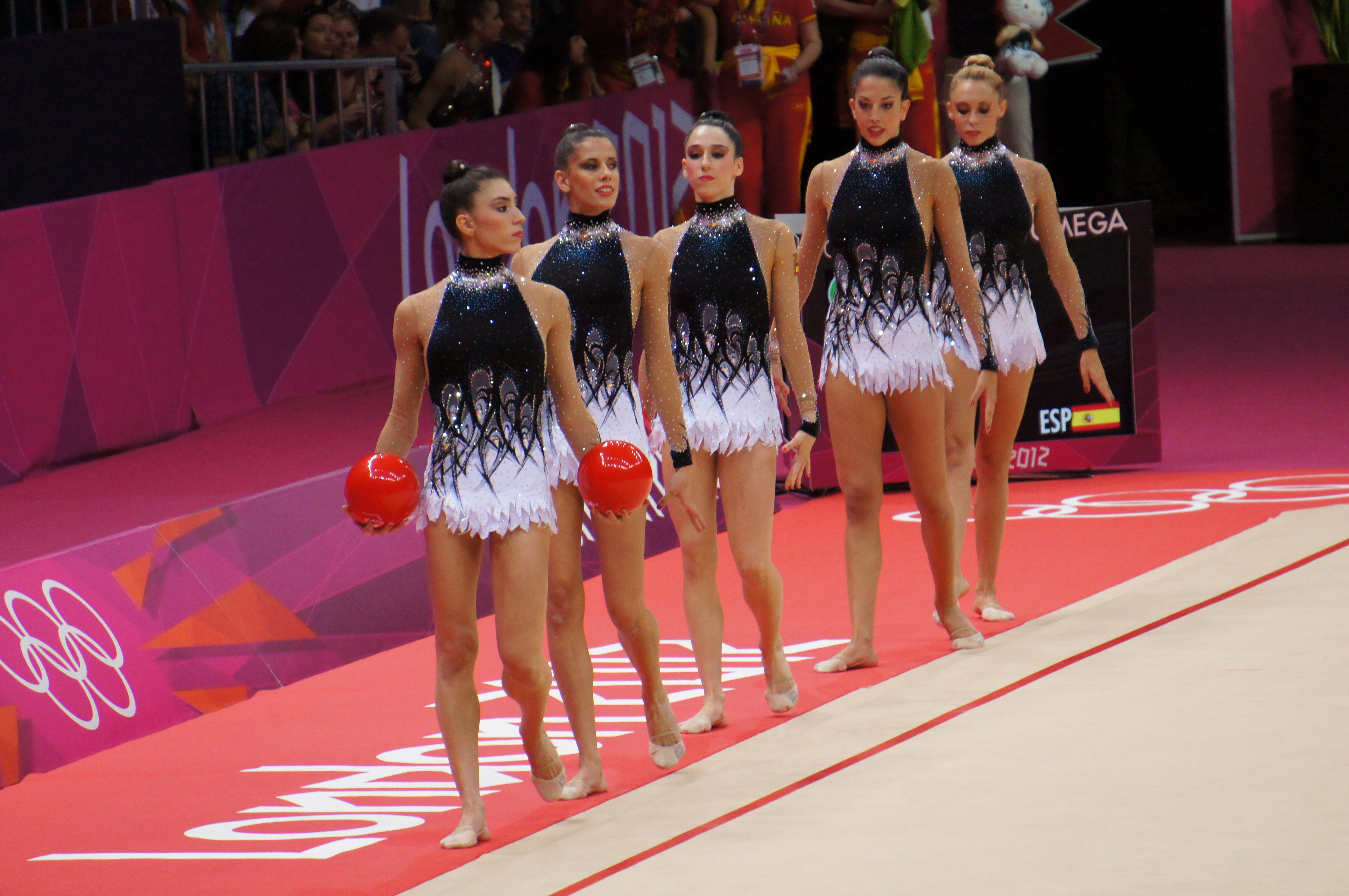
D'esquerra a dreta, Sandra, Lourdes, Loreto, Alejandra i Lidia.
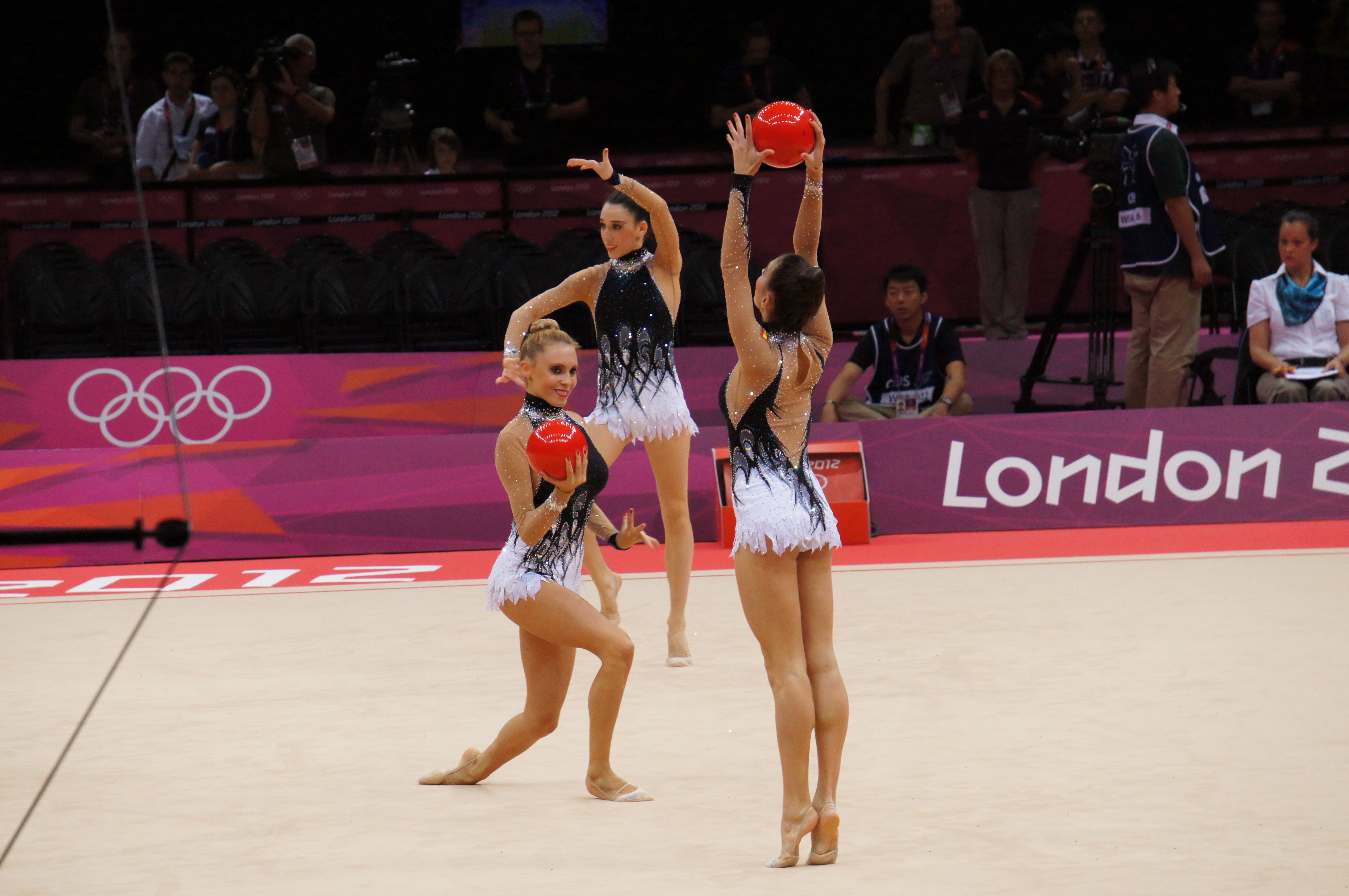
Un moment de l'exercici de 5 pilotes. Alejandra, d'esquena, seguida per Lidia i Loreto, al fons.
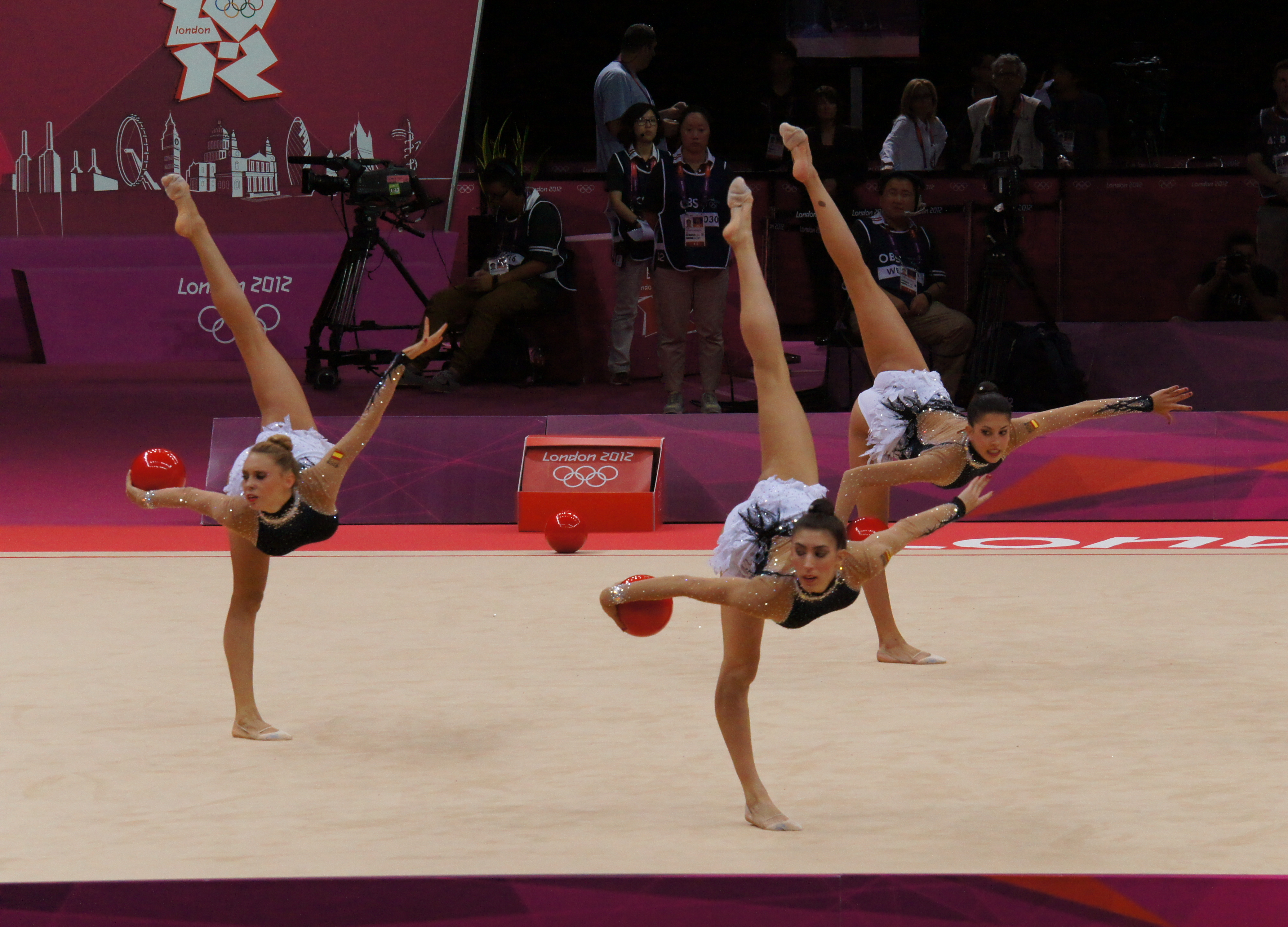
D'esquerra a dreta, Lidia, Sandra i Alejandra, fent un gir penché (o en planxa frontal).
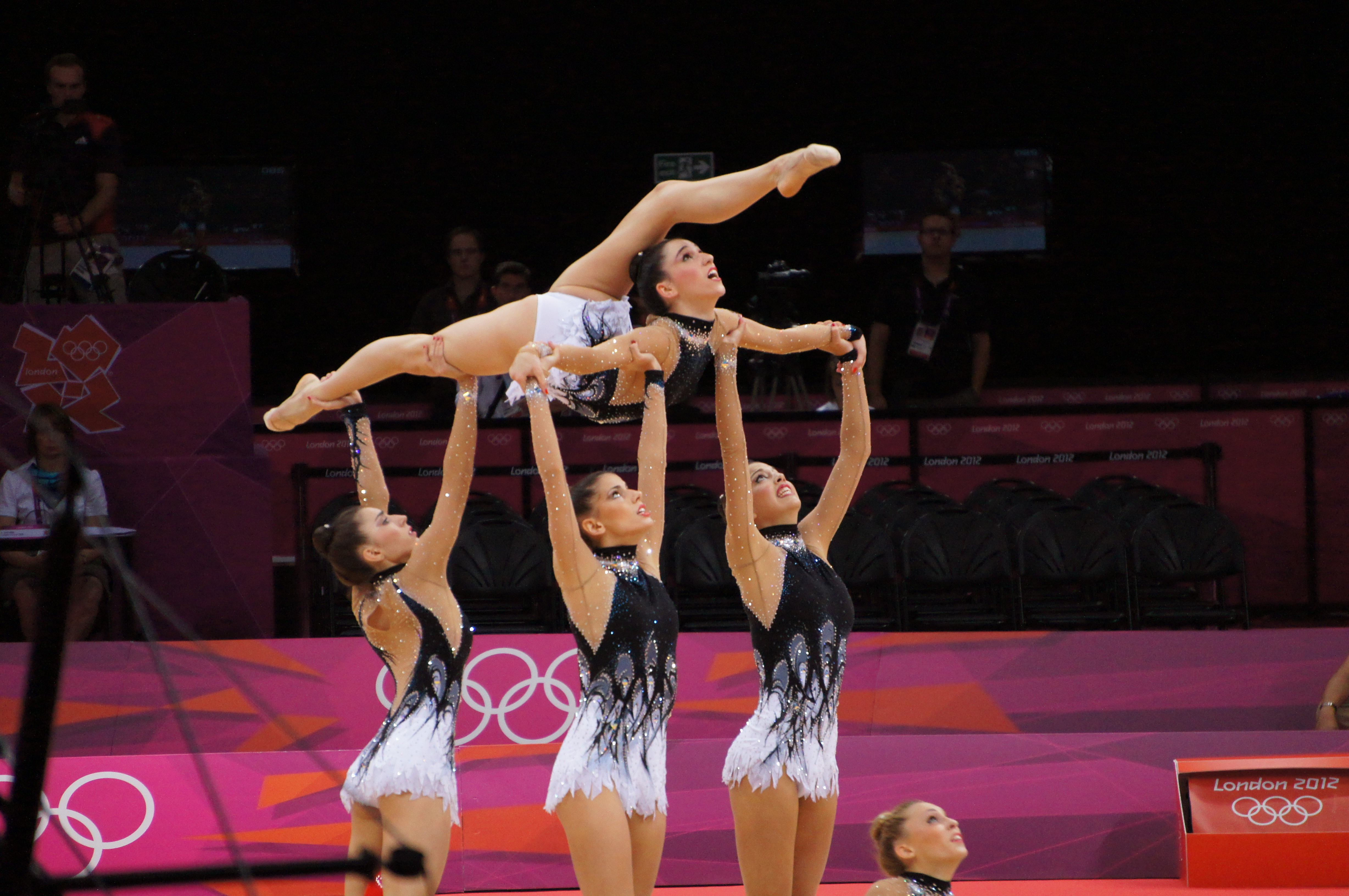
Sandra, Lourdes i Alejandra, sostenint a Loreto a un altre moment de l'exercici de 5 pilotes.
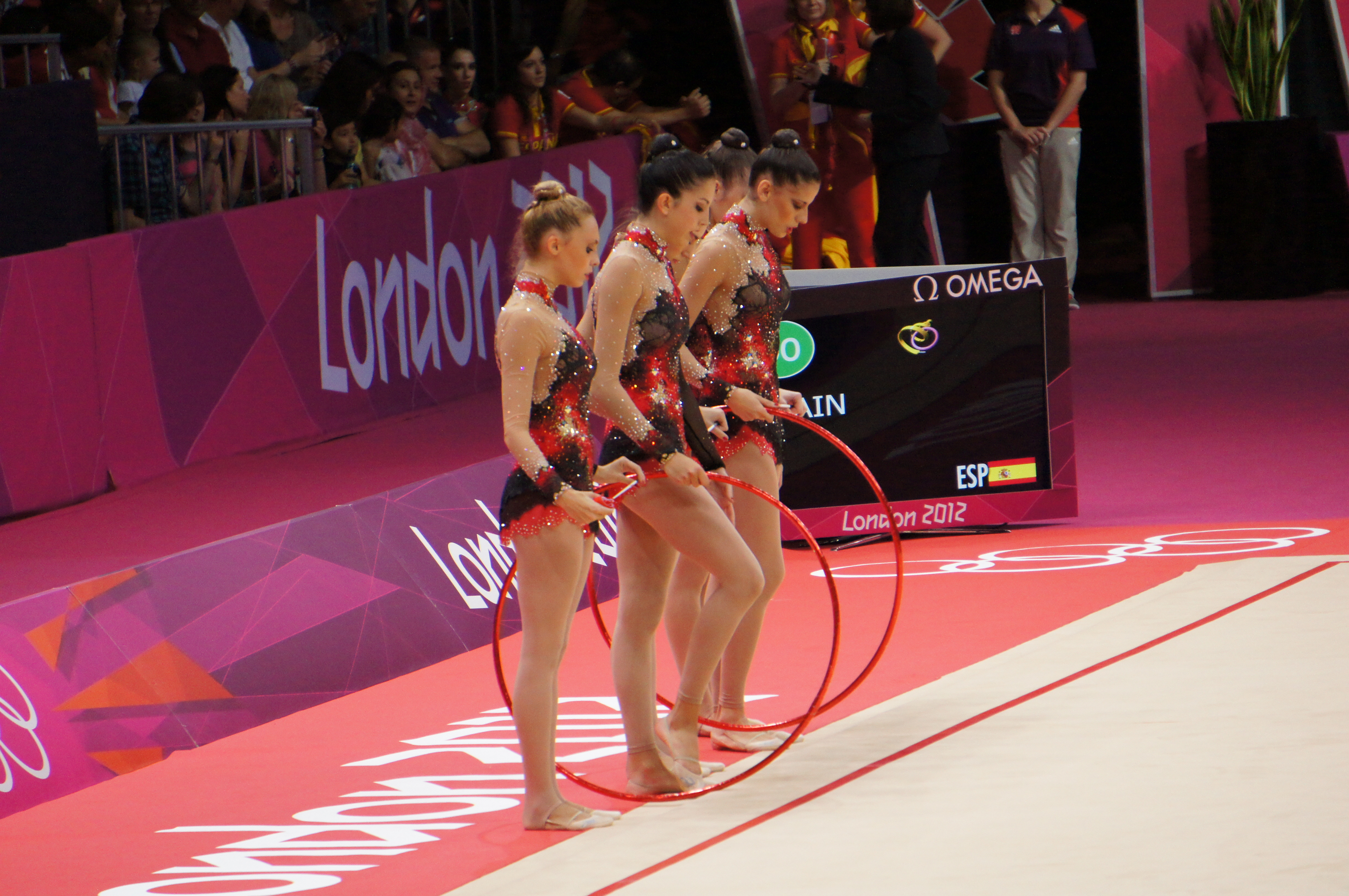
Les components de l'equip abans de realitzar l'exercici de 3 cintes i 2 cèrcols. En aquest muntatge sortiria Elena López en lloc de Loreto.
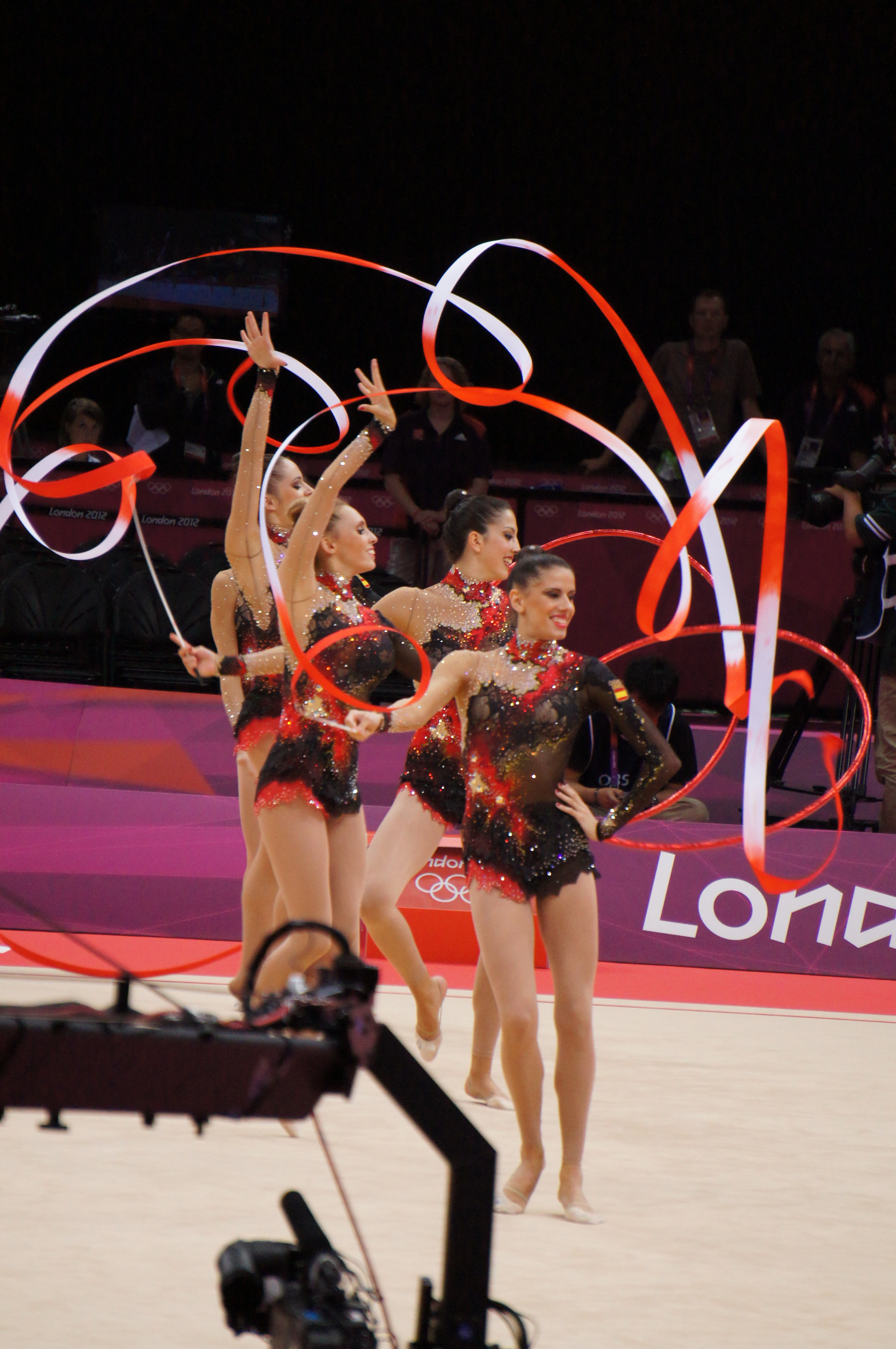
El conjunt durant l'exercici mixt.
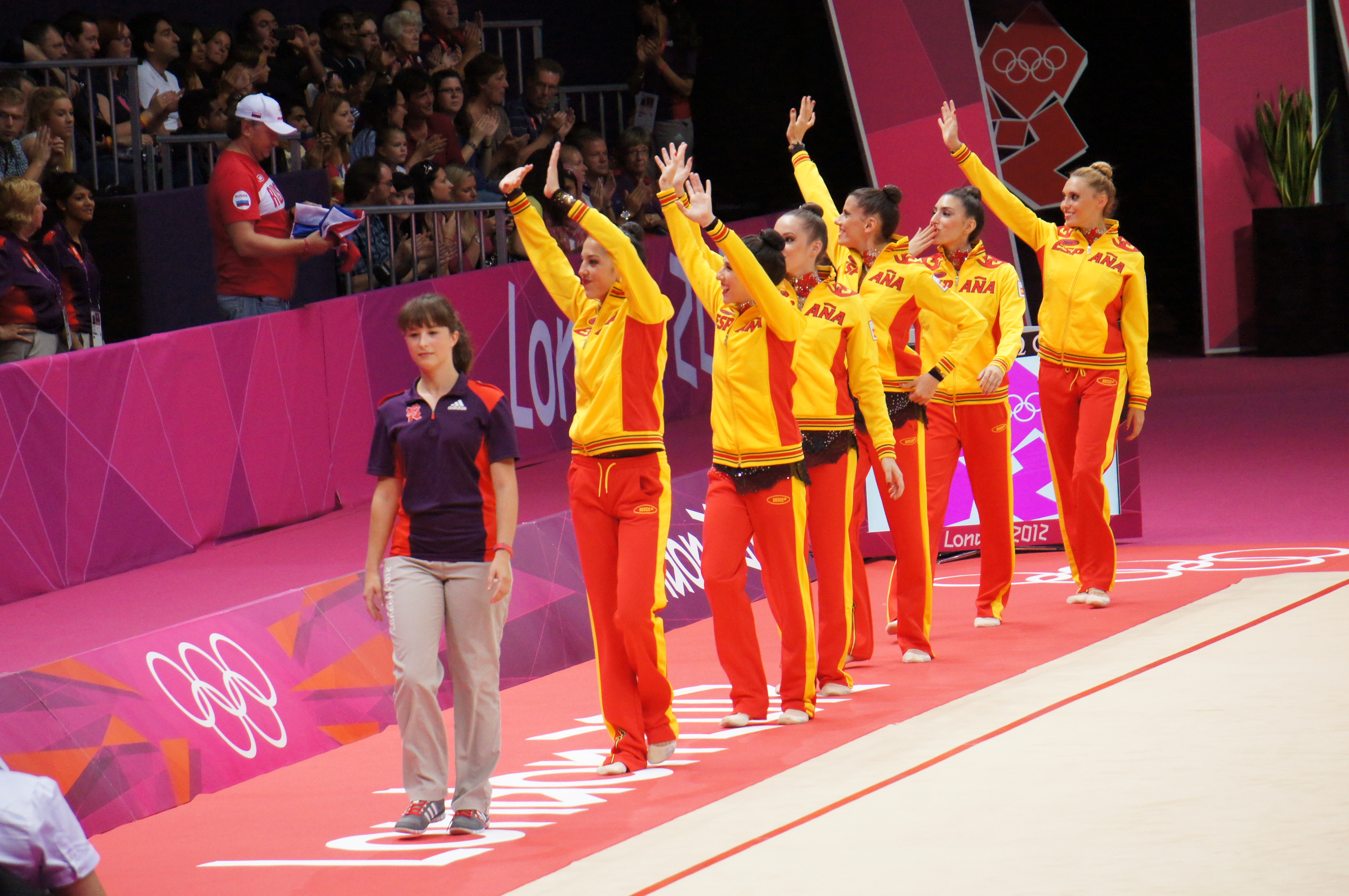
L'equip espanyol saludant al públic després de finalitzar la competició.